# Liga Premier de Bielorrusia
La Liga Premier de Bielorrusia o Vysheyshaya Liga (en bielorruso: Вышэйшая ліга) es la máxima categoría de la liga de fútbol de Bielorrusia. Fue creada en 1992, tras la independencia del país, y está organizada por la Federación de Fútbol de Bielorrusia. La entidad financiera Belarusbank es el principal patrocinador del campeonato.

## Historia
La liga fue fundada en 1992, siendo dominada los primeros años por el FC Dinamo Minsk, equipo ganador de las cinco primeras temporadas. A partir de 1995 y hasta 2005 hubo cierta competitividad en la liga, siendo liderada por cuatro equipos, el Dinamo Minsk, FC BATE Borisov, FC Slavia-Mozyr y FC Shakhtyor Soligorsk. Desde 2006 el BATE Borisov ha dominado sin contrapeso la liga conquistando el título en trece temporadas consecutivas. Esa racha llegó a su fin en el 2019, cuando el FC Dinamo Brest logró conquistar su primer título en su historia.

## Sistema de competición actual
La liga se juega anualmente de marzo a noviembre con 12 equipos participantes, enfrentándose todos contra todos a visita recíproca. Cuando todos hayan jugado sus 22 partidos se reclasifican en dos grupos: El grupo de ganadores, que incluye a los 6 equipos que hayan acumulado más puntos y que pelearán por el campeonato; y el grupo de los perdedores, que incluye a los 6 equipos que menos puntos hayan acumulado, y que pelearán por no descender. Ambos grupos jugarán 10 partidos más entre los del grupo, y seguirán acumulando a los puntos de la fase anterior.
En el grupo de los ganadores, el que acumule más puntos es el campeón de la liga y accede a la segunda ronda clasificatoria de la Liga de Campeones de la siguiente temporada. El segundo y tercer lugar obtienen una plaza para la ronda preliminar de la Copa de la UEFA de la siguiente temporada. 
En el grupo de los perdedores, el que acumule menos puntos desciende directamente a la Pershaya Liha, y el penúltimo clasificado jugará el repechaje por el descenso con un equipo de la categoría inferior.
El torneo actualmente con 12 clubes participantes se verá incrementado a 14 equipos para la temporada 2015 y a 16 para el torneo de 2016.

## Equipos participantes en 2025
| Club               | Ciudad       | Estadio                    | Capacidad |
| ------------------ | ------------ | -------------------------- | --------- |
| Arsenal Dzerzhinsk | Dziarzhynsk  | City Stadium (Dziarzhynsk) | 1000      |
| BATE Borísov       | Borísov      | Borisov Arena              | 13 126    |
| Dinamo Brest       | Brest        | OSK Brestsky               | 10 169    |
| Dinamo Minsk       | Minsk        | Estadio Dinamo (Minsk)     | 22 246    |
| FC Gomel           | Gómel        | Estadio Central (Gomel)    | 14 000    |
| Isloch Minsk Raion | Minsk        | Estadio FC Minsk           | 3000      |
| Minsk              | Minsk        | Estadio FC Minsk           | 3000      |
| Molodechno         | Maladziechna | City Stadium (Molodechno)  | 4800      |
| Naftan Novopolotsk | Navapólatsk  | Estadio Atlant             | 4520      |
| Neman Grodno       | Grodno       | Estadio Neman              | 8500      |
| Rogachev           | Vitebsk      | Estadio Vitebsky CSK       | 8144      |
| Slavia Mozyr       | Mazyr        | Estadio Yunost (Mozyr)     | 5133      |
| Slutsk             | Slutsk       | City Stadium (Slutsk)      | 1896      |
| Smorgon            | Smarhón      | Estadio Yunost (Smorgon)   | 3500      |
| Torpedo Zhodino    | Zhódino      | Estadio Torpedo (Zhodino)  | 6524      |
| Vitebsk            | Vitebsk      | Estadio Vitebsky CSK       | 8144      |

## Palmarés

### Época soviética
- 1922: Minsk (Club ciudad)
- 1923: Desconocido
- 1924: Minsk (Club ciudad)
- 1925: Desconocido
- 1926: Bobruisk (Club ciudad)
- 1927: Desconocido
- 1928: Gomel (Club ciudad)
- 1929-32: Desconocido
- 1933: Gomel (Club ciudad)
- 1934: BVO Minsk
- 1935: BVO Minsk
- 1936: BVO Minsk
- 1937: FC Dinamo Minsk
- 1938: FC Dinamo Minsk
- 1939: FC Dinamo Minsk
- 1940: DKA Minsk
- 1941-44: Desconocido
- 1945: FC Dinamo Minsk
- 1946: ODO Minsk
- 1947: FC Torpedo Minsk
- 1948: Torpedo-MTZ Minsk
- 1949: Torpedo-MTZ Minsk
- 1950: ODO Minsk
- 1951: FC Dinamo Minsk
- 1952: ODO Minsk
- 1953: Spartak Minsk
- 1954: ODO Pinsk
- 1955: FSM Minsk
- 1956: Spartak Minsk
- 1957: FC Sputnik Minsk
- 1958: FC Spartak Bobruisk
- 1959: Minsk (Club ciudad)
- 1960: FC Sputnik Minsk
- 1961: FC Volna Pinsk
- 1962: FC Torpedo Minsk
- 1963: Naroch Molodechno
- 1964: FC SKA Minsk
- 1965: FC SKA Minsk
- 1966: FC Torpedo Minsk
- 1967: FC Torpedo Minsk
- 1968: FC Sputnik Minsk
- 1969: FC Torpedo Minsk
- 1970: FC Torpedo Zhodino
- 1971: FC Torpedo Zhodino
- 1972: FC Stroitel Bobruisk
- 1973: FC Stroitel Bobruisk
- 1974: FC BATE Borisov
- 1975: FC Dinamo Minsk
- 1976: FC BATE Borisov
- 1977: FC Sputnik Minsk
- 1978: Shinnik Babruisk
- 1979: FC BATE Borisov
- 1980: FC Torpedo Zhodino
- 1981: FC Torpedo Zhodino
- 1982: Torpedo Mogilev
- 1983: Obuvschik Lida
- 1984: FC Orbita Minsk
- 1985: Obuvschik Lida
- 1986: Obuvschik Lida
- 1987: Shinnik Babruisk
- 1988: FC Sputnik Minsk
- 1989: Obuvschik Lida
- 1990: FC Sputnik Minsk
- 1991: FC Metallurg Molodechno

### República Independiente
| Temporada | Campeón                 | Subcampeón          | Tercero              | Máximo goleador                    | Club                      | Goles |
| --------- | ----------------------- | ------------------- | -------------------- | ---------------------------------- | ------------------------- | ----- |
| 1992      | Dinamo Minsk (1)        | Dnepr Mogilev       | Dinamo Brest         | Andrey Skorobogatko                | Dnepr Mogilev             | 11    |
| 1992-93   | Dinamo Minsk (2)        | KIM Vitebsk         | Dinamo-93 Minsk      | Sergey Baranovsky                  | Dinamo Minsk              | 19    |
| 1993-94   | Dinamo Minsk (3)        | Dinamo-93 Minsk     | KIM Vitebsk          | Pyotr Kachuro                      | Dinamo Minsk              | 21    |
| 1994-95   | Dinamo Minsk (4)        | Dvina Vitebsk       | Dinamo-93 Minsk      | Pavel Stavrov                      | Dinamo-93 Minsk           | 19    |
| 1995      | Dinamo Minsk (5)        | MPKC Mozyr          | Dinamo-93 Minsk      | Sergey Yaromko                     | MPKC Mozyr                | 16    |
| 1996      | MPKC Mozyr (1)          | Dinamo Minsk        | Belshina Bobruisk    | Andrey Khlebosolov                 | Belshina Bobruisk         | 34    |
| 1997      | Dinamo Minsk (6)        | Belshina Bobruisk   | Lokomotiv-96 Vitebsk | Andrey Khlebosolov                 | Belshina Bobruisk         | 19    |
| 1998      | Dnepr Mogilev (1)       | BATE Borisov        | Belshina Bobruisk    | Sergey Yaromko                     | Torpedo Minsk             | 19    |
| 1999      | BATE Borisov (1)        | Slavia-Mozyr        | FC Gomel             | Valery Strypeykis                  | Slavia-Mozyr              | 21    |
| 2000      | Slavia-Mozyr (2)        | BATE Borisov        | Dinamo Minsk         | Raman Vasilyuk                     | Slavia-Mozyr              | 31    |
| 2001      | Belshina Bobruisk (1)   | Dinamo Minsk        | BATE Borisov         | Sergei Davydov                     | Neman Grodno              | 25    |
| 2002      | BATE Borisov (2)        | Neman Grodno        | Shakhtyor Soligorsk  | Valery Strypeykis                  | Belshina Bobruisk         | 18    |
| 2003      | FC Gomel (1)            | BATE Borisov        | Dinamo Minsk         | Gennadi Bliznyuk Sergei Kornilenko | FC Gomel Dinamo Minsk     | 18    |
| 2004      | Dinamo Minsk (7)        | BATE Borisov        | Shakhtyor Soligorsk  | Valery Strypeykis                  | Naftan Novopolotsk        | 18    |
| 2005      | Shakhtyor Soligorsk (1) | Dinamo Minsk        | MTZ-RIPO Minsk       | Valery Strypeykis                  | Naftan Novopolotsk        | 16    |
| 2006      | BATE Borisov (3)        | Dinamo Minsk        | Shakhtyor Soligorsk  | Alyaksandr Klimenka                | Shakhtyor Soligorsk       | 17    |
| 2007      | BATE Borisov (4)        | FC Gomel            | Shakhtyor Soligorsk  | Raman Vasilyuk                     | FC Gomel                  | 24    |
| 2008      | BATE Borisov (5)        | Dinamo Minsk        | MTZ-RIPO Minsk       | Gennadi Bliznyuk Vitali Rodionov   | BATE Borisov              | 16    |
| 2009      | BATE Borisov (6)        | Dinamo Minsk        | Dnepr Mogilev        | Maycon Rogerio Silva               | FC Gomel                  | 15    |
| 2010      | BATE Borisov (7)        | Shakhtyor Soligorsk | FC Minsk             | Renan Bressan                      | BATE Borisov              | 15    |
| 2011      | BATE Borisov (8)        | Shakhtyor Soligorsk | FC Gomel             | Renan Bressan                      | BATE Borisov              | 13    |
| 2012      | BATE Borisov (9)        | Shakhtyor Soligorsk | Dinamo Minsk         | Dzmitry Asipenka                   | Shakhtyor Soligorsk       | 14    |
| 2013      | BATE Borisov (10)       | Shakhtyor Soligorsk | Dinamo Minsk         | Vitali Rodionov                    | BATE Borisov              | 14    |
| 2014      | BATE Borisov (11)       | Dinamo Minsk        | Shakhtyor Soligorsk  | Mikalay Yanush                     | Shakhtyor Soligorsk       | 15    |
| 2015      | BATE Borisov (12)       | Dinamo Minsk        | Shakhtyor Soligorsk  | Mikalay Yanush                     | Shakhtyor Soligorsk       | 15    |
| 2016      | BATE Borisov (13)       | Shakhtyor Soligorsk | Dinamo Minsk         | Mijaíl Gordeichuk Vitali Rodionov  | BATE Borisov              | 15    |
| 2017      | BATE Borisov (14)       | Dinamo Minsk        | Shakhtyor Soligorsk  | Mijaíl Gordeichuk                  | BATE Borisov              | 18    |
| 2018      | BATE Borisov (15)       | Shakhtyor Soligorsk | Dinamo Minsk         | Pavel Savitski                     | Dinamo Brest              | 15    |
| 2019      | Dinamo Brest (1)        | BATE Borisov        | Shakhtyor Soligorsk  | Ilya Shkurin                       | Energetik-BGU Minsk       | 19    |
| 2020      | Shakhtyor Soligorsk (2) | BATE Borisov        | Torpedo Zhodino      | Maksim Skavysh                     | BATE Borisov              | 19    |
| 2021      | Shakhtyor Soligorsk (3) | BATE Borisov        | Dinamo Minsk         | Dembo Darboe                       | Shakhtyor Soligorsk       | 19    |
| 2022      | Shakhtyor Soligorsk     | Energetik-BGU Minsk | BATE Borisov         | Bobur Abdikholikov                 | Energetik-BGU Minsk       | 26    |
| 2023      | Dinamo Minsk (8)        | Neman Grodno        | Torpedo Zhodino      | Pavel Savitsky Vladislav Morozov   | Neman Grodno Dinamo Minsk | 13    |
| 2024      | Dinamo Minsk (9)        | Neman Grodno        | Torpedo Zhodino      | Rody Effaghe                       | FC Gomel                  | 17    |

## Títulos por club
| Club                           | Títulos | Subtítulos | Tercero | Años de los campeonatos                                                                  |
| ------------------------------ | ------- | ---------- | ------- | ---------------------------------------------------------------------------------------- |
| FC BATE Borisov                | 15      | 7          | 2       | 1999, 2002, 2006, 2007, 2008, 2009, 2010, 2011, 2012, 2013, 2014, 2015, 2016, 2017, 2018 |
| FC Dinamo Minsk                | 9       | 9          | 7       | 1992, 1993, 1994, 1995-a, 1995-b, 1997, 2004, 2023, 2024                                 |
| FC Shakhtyor Soligorsk         | 3       | 6          | 8       | 2005, 2020, 2021                                                                         |
| FC Slavia-Mozyr                | 2       | 2          | -       | 1996, 2000                                                                               |
| FC Belshina Bobruisk           | 1       | 1          | 2       | 2001                                                                                     |
| FC Gomel                       | 1       | 1          | 2       | 2003                                                                                     |
| FC Dnepr Mogilev               | 1       | 1          | 1       | 1998                                                                                     |
| FC Dinamo Brest                | 1       | -          | 1       | 2019                                                                                     |
| FC Neman Grodno                | -       | 3          | -       | -----                                                                                    |
| FC Vitebsk                     | -       | 2          | 2       | -----                                                                                    |
| FC Dinamo-93 Minsk †           | -       | 1          | 3       | -----                                                                                    |
| FC Torpedo Zhodino             | -       | -          | 3       | -----                                                                                    |
| FC Partizan Minsk (MTZ-RIPO) † | -       | -          | 2       | -----                                                                                    |
| FC Minsk                       | -       | -          | 1       | -----                                                                                    |

- † Equipo desaparecido.

## Clasificación histórica
Tabla histórica de la Liga Premier de Bielorrusia desde su instauración en 1992 hasta finalizada la temporada 2022.
| N.º | Club                   | Temp. | P.D. | P.G. | P.E. | P.P. | G.F. | G.C. | Puntos |
| --- | ---------------------- | ----- | ---- | ---- | ---- | ---- | ---- | ---- | ------ |
| 1.  | FK Dinamo Minsk        | 32    | 912  | 539  | 199  | 184  | 1635 | 773  | 1816   |
| 2.  | BATE Borisov           | 25    | 731  | 483  | 152  | 106  | 1447 | 566  | 1601   |
| 3.  | Shakhtyor Soligorsk    | 32    | 912  | 455  | 217  | 242  | 1367 | 881  | 1572   |
| 4.  | FC Neman Grodno        | 32    | 913  | 331  | 238  | 344  | 1024 | 1093 | 1231   |
| 5.  | FC Dinamo Brest        | 32    | 912  | 325  | 229  | 358  | 1149 | 1185 | 1204   |
| 6.  | FC Vitebsk             | 27    | 762  | 272  | 201  | 289  | 860  | 941  | 1017   |
| 7.  | FC Gomel               | 26    | 712  | 280  | 159  | 273  | 901  | 881  | 999    |
| 8.  | FC Dnepr Mogilev       | 26    | 737  | 264  | 179  | 284  | 934  | 964  | 971    |
| 9.  | FC Torpedo Zhodino     | 23    | 662  | 249  | 169  | 244  | 792  | 772  | 916    |
| 10. | FC Belshina Bobruisk   | 22    | 638  | 230  | 148  | 262  | 855  | 891  | 836    |
| 11. | FC Slavia-Mozyr        | 20    | 569  | 207  | 136  | 236  | 795  | 846  | 727    |
| 12. | FC Naftan Novopolotsk  | 21    | 615  | 190  | 131  | 294  | 716  | 945  | 696    |
| 13. | FC Torpedo Minsk       | 15    | 428  | 158  | 115  | 155  | 481  | 475  | 589    |
| 14. | FC Minsk               | 15    | 447  | 154  | 112  | 180  | 548  | 584  | 575    |
| 15. | FC Dinamo-93 Minsk     | 7     | 181  | 99   | 43   | 39   | 296  | 157  | 340    |
| 16. | FC Molodechno          | 12    | 323  | 80   | 80   | 163  | 339  | 490  | 320    |
| 17. | FC Slutsk              | 9     | 267  | 78   | 66   | 123  | 249  | 357  | 300    |
| 18. | FC Isloch Minsk Raion  | 7     | 209  | 79   | 48   | 82   | 255  | 284  | 285    |
| 19. | FC Partizan Minsk      | 7     | 198  | 80   | 42   | 76   | 288  | 281  | 282    |
| 20. | FC Torpedo Mogilev     | 10    | 271  | 64   | 76   | 131  | 266  | 444  | 268    |
| 21. | FC Energetik-BGU Minsk | 8     | 231  | 65   | 52   | 114  | 283  | 409  | 247    |
| 22. | FC Gorodeya            | 5     | 149  | 44   | 50   | 55   | 162  | 184  | 182    |
| 23. | FC Rechitsa-2014       | 8     | 208  | 46   | 44   | 118  | 167  | 327  | 182    |
| 24. | FC Darida Minsk Raion  | 6     | 168  | 44   | 38   | 86   | 165  | 252  | 170    |
| 25. | FC Bobruisk            | 5     | 122  | 44   | 34   | 44   | 119  | 145  | 166    |
| 26. | FC Lida                | 7     | 182  | 38   | 46   | 98   | 144  | 289  | 160    |
| 27. | FC Granit Mikashevichi | 4     | 112  | 31   | 35   | 46   | 112  | 161  | 128    |
| 28. | FC Ataka Minsk         | 3     | 75   | 29   | 16   | 30   | 86   | 93   | 103    |
| 29. | FC Ruj Brest           | 2     | 60   | 27   | 21   | 12   | 109  | 66   | 102    |
| 30. | FC Smorgon             | 4     | 112  | 22   | 35   | 55   | 84   | 180  | 101    |
| 31. | FC SKVICH Minsk        | 4     | 112  | 23   | 25   | 64   | 100  | 187  | 94     |
| 32. | FC Lokomotiv Vitebsk   | 4     | 107  | 22   | 27   | 58   | 82   | 181  | 93     |
| 33. | FC Kommunalnik Slonim  | 3     | 89   | 15   | 17   | 57   | 66   | 191  | 62     |
| 34. | FC Starye Dorogi       | 3     | 77   | 14   | 18   | 45   | 48   | 117  | 60     |
| 35. | FK Krumkachy           | 2     | 60   | 14   | 16   | 30   | 50   | 86   | 58     |
| 36. | FC Smolevichi          | 2     | 60   | 9    | 14   | 37   | 51   | 111  | 41     |
| 37. | FC Dnyapro Mogilev     | 1     | 30   | 8    | 6    | 16   | 32   | 42   | 30     |
| 38. | FC Transmash Mogilev   | 1     | 30   | 8    | 4    | 18   | 30   | 52   | 28     |
| 39. | FC Luch Minsk          | 1     | 30   | 4    | 12   | 14   | 24   | 44   | 24     |
| 40. | FC Arsenal Dzerzhinsk  | 1     | 30   | 5    | 8    | 17   | 18   | 42   | 23     |
| 41. | FC Savit Mogilev       | 1     | 30   | 5    | 6    | 19   | 28   | 61   | 21     |
| 42. | FC Osipovichi          | 1     | 30   | 4    | 4    | 22   | 24   | 74   | 16     |
| 43. | FC Sputnik Rechitsa    | 1     | 30   | 2    | 1    | 27   | 12   | 82   | 7      |
| 44. | FC Rogachev            | 0     | 0    | 0    | 0    | 0    | 0    | 0    | 0      |